# Приборове
Приборове́ (рос. Приборовое) — село у складі Волчихинського району Алтайського краю, Росія. Входить до складу Востровської сільської ради.

## Населення
Населення — 374 особи (2010; 411 у 2002).
Національний склад (станом на 2002 рік):
- росіяни — 94 %